# كمال خير بك
كمال خير بك (1935- 1980) شاعر ومقاوم سوري ولد في مصياف، وتعود أصول عائلته إلى مدينة القرداحة بمحافظة اللاذقية، منتمٍ للحزب السوري القومي الاجتماعي، اغتيل بتاريخ 5 نوفمبر 1980.

## سيرة
بدأ كمال خير بك تعليمه الابتدائي في مدارس اللاذقية ونال الشهادة الثانوية فيها، وبرزت موهبته الشعرية في بداية شبابه، حيث بدأ بكتابة الشعر وهو في سن الـ15، حتى أنه عارض الشاعر بدوي الجبل في قصيدته الشهيرة «خالقة» من خلال قصيدة نظمها مستخدماً نفس القافية والوزن ولكن برؤيته المختلفة كلياً عن رؤية البدوي.
انتقل إلى بلدة الكورة في شمال لبنان بداية العام 1952 وعاش فيها وتزوج من نجاة نجار وله منها ولده الأول زياد.
انتسب إلى جامعة السوربون في باريس من أجل إعداد أطروحته الشهيرة حول «حركية الحداثة في الشعر العربي المعاصر».. دراسة حول الإطار الاجتماعي الثقافي للاتجاهات والبنى الأدبية بإشراف المستشرق الفرنسي جاك بيرك، ثم قدمها إلى جامعة جنيف عام 1972 ونال عليها الدكتوراه بدرجة الشرف. بعد انفصاله عن زوجته نجاة نجار التي تقيم مع ولدها زياد في أستراليا، في أوائل السبعينات، تزوج مرة ثانية من خزامى قاصوف في العام 1973، وأنجب منها ولده الثاني هشام وهما يقيمان في فرنسا.

## نشاطه الثقافي والسياسي
أصدر خير بك ديوانه الأول في العام 1960 بعنوان «البركان» في بيروت الذي تضمن قصائد قومية مقفاة الوزن، ثم صدر ديوانه الثاني الذي حمل عنوان «مظاهرات صاخبة للجنون» العام 1965 الذي حمل توقيع مستعار باسم «كمال محمد». وقد كان هذا الديوان نقلة في مساره الشعري حيث استخدم شعر التفعيلة بدل الشعر العمودي في أغلب القصائد. بعدها انقطع عن النشر بداية العام 1965 وحتى استشهاده، على الرغم من أنه كان يكتب شعره على قصاصات علب التبغ التي احتفظ بها أصدقاؤه غسان مطر وبدر الحاج ومخول قاصوف، ثم قاموا بنشرها في ثلاث مجموعات شعرية هي: «دفتر الغياب» و«وداعاً أيها الشعر»، وكان آخرها «الأنهار لا تعرف السباحة في البحر».

### تاريخه النضالي
- انتمى خير بك إلى الحزب السوري القومي الاجتماعي في أوائل الخمسينيات، وكان له اسم حركي هو «قدموس» الذي ظل يحمله حتى وفاته.
- تولى مسؤوليات عديدة في الحزب؛ فتسلم مسؤولية منفذ عام ثم انتخب عضوا في المجلس الأعلى في أواخر الخمسينيات.
- تعرض للسجن وللملاحقة عدة مرات.
- أثناء وجوده في فرنسا تعرض لمحاولات اغتيال عديدة.
- اشترك في المحاولة الانقلابية عام 1961 في لبنان وحكم عليه بالإعدام غيابيا.
- نسق مع الثورة الفلسطينية وقاد العديد من العمليات الخارجية ضد إسرائيل في الخارج بالتعاون مع وديع حداد وفؤاد الشمالي ومحمد بودية (بو ضيا) وكارلوس ضمن إطار منظمة أيلول الأسود وكان نتائج هذا التنسيق عملية ميونخ – وعملية أنابيب النفط في تريستا إيطاليا وعملية الأوبيك.[6]

## مؤلفاته

### الشعر
لخير بك عدة دواوين هي:
1. دفتر الغياب.[7]
2. مظاهرات صاخبة للجنون.[8]
3. وداعا أيها الشعر.[9]
4. البركان.[10]
5. الأنهار لا تعرف السباحة في البحر.[10] (عبارة عن مجموعة قصائد جُمِعت مُؤخرا وتُنشر للمرّة الأولى - الكتاب) صادر عن دار الفكر للأبحاث والنشر - بيروت - لبنان 2015
6. le temps de l'éclipse (ديوان شعر عمَدَ بعض الباحثين على ترجمته ونقله إلى اللغة الفرنسيّة)

### النقد
- حركية الحداثة في الشعر العربي المعاصر (هو في الأساس أطروحة الدكتوراة)

## اغتياله
قتل كمال خير بك في 5 تشرين الثاني/نوفمبر 1980 ورفيقه القيادي في الحزب القومي السوري بشير عبيد وابنة أخته ناهية بجاني، على أيدي مجموعة تابعة لحركة «المرابطون» اقتحمت منزل عبيد في بيروت بعد اشتباك وقع بين أحد عناصرها وسائق سيارة عبيد، ودفن في مقبرة شهداء فلسطين بيروت.
ذكرت إذاعة إسرائيل: «قتل اليوم في بيروت الإرهابي كمال خير بك الملقب بأبو زياد وكمال خير بك له علاقة مع عدد من الإرهابيين الدوليين وترأس لفترة طويلة تنظيماً يضم كارلوس وعدد من المخربين ويعتبر كمال خير بك أبرز المعاونين للإرهابي وديع حداد».

## وصلات خارجية
- كمال خير بك على موقع أرشيف الشارخ.

1. ثلاثون عاماً على رحيله (كمال خير بك) - موقع جهات